# هاشم أباد (غرغان)
هاشم أباد (بالفارسية: هاشم‌آباد) هي قرية تقع في غلستان في إيران. يقدر عدد سكانها بـ 2,440 نسمة .